# Holzen (Basse-Saxe)
Holzen est une municipalité allemande du land de Basse-Saxe et l'arrondissement de Holzminden.

## Source
- (de) Cet article est partiellement ou en totalité issu de l’article de Wikipédia en allemand intitulé « Holzen (bei Eschershausen) » (voir la liste des auteurs).